# 시메리콘역
시메리콘역(독일어: Bahnhof Schmerikon)은 스위스 장크트갈렌주의 시메리콘 지자체에 위치한 기차역이다. 이 역은 라퍼스빌-치겔브뤼케선에 있다.
역은 라퍼스빌과 바트빌을 통해 루체른과 장크트갈렌을 연결하는 지역 간 포어알펜 익스프레스와 치겔브뤼케를 통해 슈반덴까지 남동쪽으로 운행하는 장크트갈렌 S-반 서비스 S6이 운행한다. 두 열차 모두 매시간 운행되며, 합쳐서 라퍼스빌까지 30분 간격으로 운행한다.

## 운행편
2020년 12월 시간표 변경에 따라 시메리콘에서 다음 서비스가 정차한다.
- 포어알펜 익스프레스 : 루체른과 장크트갈렌 사이를 매시간 운행
- 장크트갈렌 S-반 S6 : 치겔브뤼케를 경유하여 라퍼스빌과 슈반덴 사이를 매시간 운행